# Quintanilla de Trigueros
Quintanilla de Trigueros est une commune de la province de Valladolid dans la communauté autonome de Castille-et-León en Espagne.

## Sites et patrimoine
Les édifices les plus caractéristiques de la commune sont :
- Église paroissiale Nuestra Señora de la Asunción.
- Chapelle.

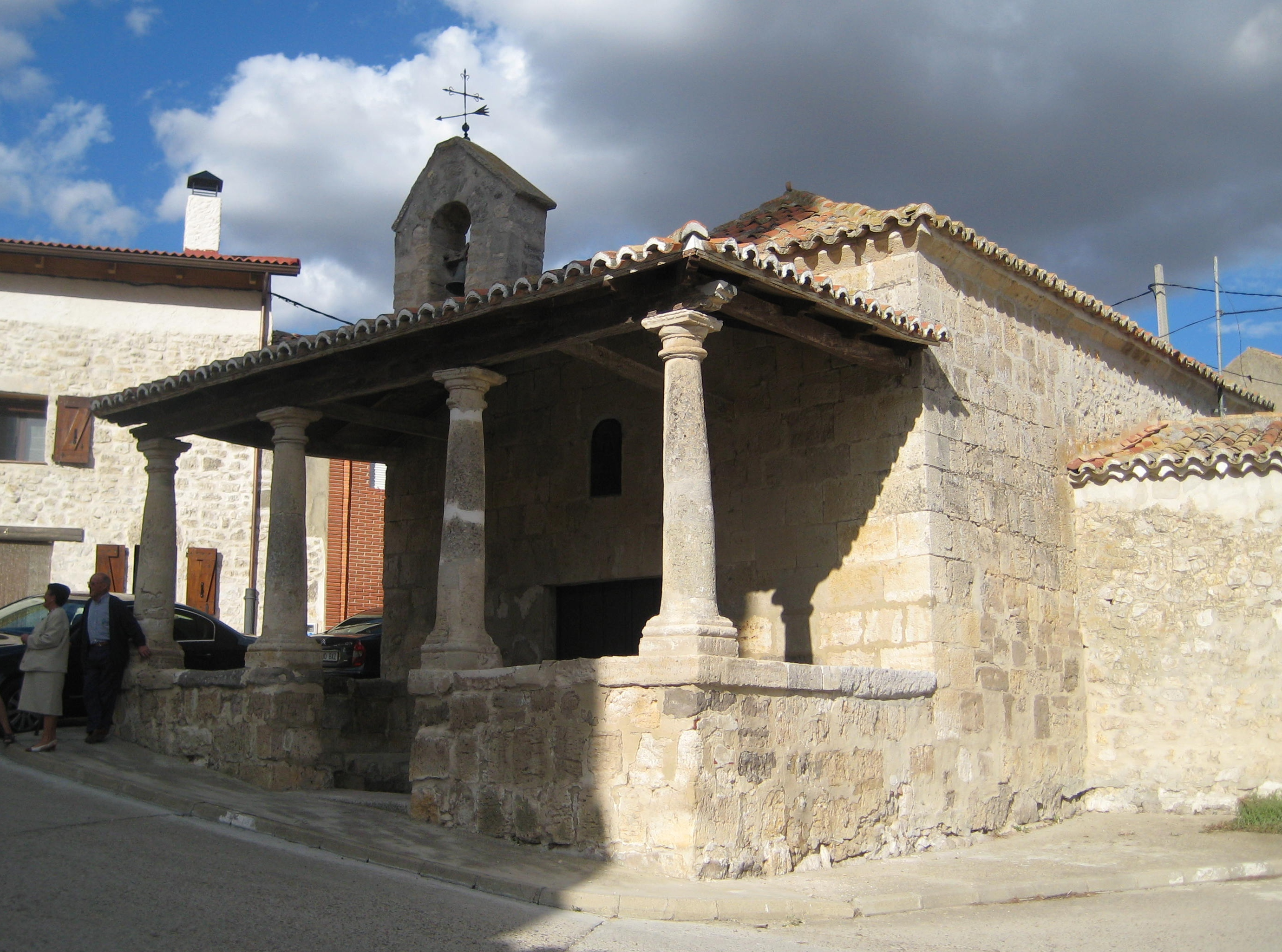
Chapelle de Quintanilla de Trigueros.